# Barbara Fraumeni
Barbara Morry Fraumeni (* 9. Dezember 1949) ist eine US-amerikanische Wirtschaftswissenschaftlerin und Ruderin.

## Werdegang, Forschung und Lehre
Fraumeni studierte Wirtschaftswissenschaft am Wellesley College, an dem sie 1970 mit einem Bachelor of Arts graduierte. Anschließend war sie zeitweise für Data Resources sowie Dale Jorgenson Associates tätig. 1980 schloss sie ihr Ph.D.-Studium am Boston College ab.
Ab 1980 gehörte Fraumeni zunächst als Assistant Professor in Teilzeit zum wissenschaftlichen Personal des Wellesley College, parallel war sie weiterhin für Dale Jorgenson Associates tätig. 1982 wechselte sie als Assistant Professor an die Northeastern University und stieg dort 1988 zum Associate Professor auf. 1994 wurde sie an der Hochschule zur ordentlichen Professorin berufen. Nachdem sie 1994/95 den Chefökonom des Bureau of Economic Analysis des US-Handelsministeriums beraten hatte, wurde sie zwischen 1999 und Sommer 2005 selbst zur Chefökonomin berufen. 2005 folgte sie einem Ruf der Muskie School of Public Service an die University of Southern Maine, wo sie bis zu ihrer Emeritierung 2015 tätig war. Seit Juni 2011 unterrichtet sie an der Central University of Finance and Economics in Peking.
Fraumenis Arbeitsschwerpunkte liegen im Bereich der Arbeitsökonomik und der Quantifizierung von Produktivität, Wirtschaftswachstum und der Berechnung des Volkseinkommens insbesondere im Zusammenhang mit Humankapital. Dabei hat sie sich insbesondere auch mit Fragestellungen rund um Bildungsinvestitionen, Forschung und Entwicklung und staatlichen Leistungen auseinandergesetzt.
Fraumeni war zwischen 2008 und 2011 Vorsitzende des Committee on the Status of Women in the Economics Profession der American Economic Association. Seit 2005 ist sie Research Associate am National Bureau of Economic Research, seit 2019 ist sie Research Fellow am Forschungsinstitut zur Zukunft der Arbeit. 
2006 erhielt Fraumeni den Carolyn Shaw Bell Award. Für ihre Arbeit an Forschung und Entwicklung erhielt sie im November des Jahres zudem die höchste Auszeichnung des US-Handelsministeriums, die Goldmedaille.
Fraumeni nahm in den 1960er Jahren an den US-Meisterschaften im Rudern teil und gewann dabei fünf nationale Titel. 2016 wurde sie in die Wellesley College Athletic Hall of Fame aufgenommen.